# إدغار ميلر (رسام)
إدغار ميلر (بالإنجليزية: Edgar Miller) هو نحات ومدرس ورسام أمريكي، ولد في 1899 في أيداهو فولز في الولايات المتحدة، وتوفي في 1993 بسبب سكتة.